# (2550) Houssay
(2550) Houssay est un astéroïde de la ceinture principale.

## Description
(2550) Houssay est un astéroïde de la ceinture principale. Il fut découvert le 21 octobre 1976 à El Leoncito par l'Observatoire Félix-Aguilar. Il présente une orbite caractérisée par un demi-grand axe de 3,19 UA, une excentricité de 0,17 et une inclinaison de 10,4° par rapport à l'écliptique.

## Compléments